# Kompromat
Kompromat (zkráceně rusky: компромат, celým názvem компрометирующий материал – česky kompromitující materiál, hovorově také kompro) je materiál diskreditující veřejně známou osobu typu politika, soudce, podnikatele, novináře či umělce se záměrem negativní publicity, dezinformační kampaně a poškození její dobré pověsti. Dezinformační obsah může být využit k vydírání, peněžnímu zisku, v politickém boji nebo získání jiné výhody. K dosažení cíle slouží výroba a zveřejňování nepodložených, neprokázaných a zkreslených informací.
Termín „kompromat“ vznikl ve 30. letech dvacátého století jako součást žargonu sovětské tajné policie. Používání kompromitujících materiálů v rámci státní moci bylo nejrozsáhleji zdokumentováno v Rusku a postsovětském prostoru, ale také v dalších, především nedemokratických režimech.
Mezi aféry týkající se kompromitujícího materiálu se zařadila operace Olovo z roku 2000, iniciovaná poradci premiéra Miloše Zemana v čele s Miroslavem Šloufem, která měla zdiskreditovat a politicky znemožnit tehdy nejoblíbenější českou političku a hlavní premiérovu stranickou kritičku Petru Buzkovou. Dokument zveřenil 16. května 2000 deník Mladá fronta DNES. Před ruskými parlamentními volbami 2016 zveřejnila prokremelská televize NTV černobílou nahrávku sexu ženatého opozičního lídra a hlavního Putinova kritika Michaila Kasjanova s členkou opozice Natalijí Pelevinovou, britskou dramatičkou původem z Ruska. Záznam obsahoval i dialogy s pikantnostmi ze životů dalších členů ruské opozice.

## Typologie
Podle profesorky politologie Aleny V. Ledenevové z University College London lze výrobu a použití kompromitujícího materiálu – kompromatu, rozdělit do čtyř základních typů:
1. První typ se vztahuje k politickým aktivitám jednotlice, ke zneužívání úřadu, vazbám na oligarchy, úniku tajných informací, politické nekompetentnosti a neloajalitě,
2. Druhý typ se týká podezřelých, často nezákonných ekonomických, aktivit politika, jakými jsou zpronevěra, pochybné bankovní obchody, podvody v privatizaci, offshorové aktivity, založení zahraničních bankovních účtů, klientelismus a nepotismus, nezákonné financování volební kampaně, zneužití informací a postavení v obchodním styku, poskytování a přijímání úplatků.
3. Třetí typ zahrnuje kriminální činnost včetně vazeb na organizovaný zločin, nájemné vraždy a násilí, sledování, odposlechy a vydírání.
4. Čtvrtý typ se zaměřuje na odhalení detailů ze soukromého života, jako je zveřejňování nelegálních příjmů, majetku, nezvyklý způsob života ve smyslu nákladného žití nad poměry, utrácení, zaměření se na sexuální orientaci a chování, vztahy, kulturní či náboženskou identitu, rodinný původ, aspekty zdravotního stavu a prohřešky členů rodiny.